# 友愛数
友愛数（ゆうあいすう、英: amicable numbers）とは、異なる 2 つの自然数の組で、自分自身を除いた約数の和が互いに他方と等しくなるような数をいう

。親和数（しんわすう）、友数（ゆうすう）とも呼ばれる。
最小の友愛数の組は (220, 284) である。
220 の自分自身を除いた約数は、1, 2, 4, 5, 10, 11, 20, 22, 44, 55, 110 で、和は 284 となる。一方、284 の自分自身を除いた約数は、1, 2, 4, 71, 142 で、和は 220 である。
友愛数はピタゴラス学派の時代にはすでに知られていた（ダンブリクス Damblichus）。現在まで知られる友愛数の組は、すべて偶数同士または奇数同士の組である。
(220, 284) の次に求められた友愛数は (17296, 18416) である。この友愛数はそれ以前にも求められていたが、フェルマーにより再発見された。その後、オイラーにより 60 余りの友愛数が求められている。
なお、自分自身を除いた約数の和が元の数と等しい場合には、完全数と呼ばれる。自分自身を除いた約数の和を次の数として同じように計算していき元の数に戻る場合には、その組を社交数という。

## 定義
異なる2つの自然数 n, m の組が友愛数であるとは
σ1(n) = σ1(m) = n + m となることである。ここで、σ1(n) 、σ1(m) は約数関数である。

## 友愛数の例
友愛数の組を小さい順に列記すると
(220, 284), (1184, 1210), (2620, 2924), (5020, 5564), (6232, 6368), (10744, 10856), (12285, 14595), (17296, 18416), (63020, 76084), (66928, 66992), …（オンライン整数列大辞典の数列 A063990）
小さい方の数は オンライン整数列大辞典の数列 A002025、大きい方の数は オンライン整数列大辞典の数列 A002046 を参照。

## 友愛数を生成する法則
注意点として、以下の法則は全ての友愛数の組に対して成立するわけではない。例えば、(220, 284), (17296, 18416), (9363584, 9437056) は法則を満たしているが、(6232, 6368) は友愛数であるにもかかわらず法則を満たさない。

### サービト・イブン＝クッラの法則
850年頃にサービト・イブン＝クッラによって友愛数を求めることができる可能性のある関係式が導き出されている。
p = 3 × 2n−1 − 1,
q = 3 × 2n − 1,
r = 9 × 22n−1 − 1,
ここで、n は 2 以上の整数、p, q, r は素数であるような n, p, q, r が存在したとき、2npq と 2nr は友愛数の対となる。

### オイラーの法則
オイラーの法則は、サービト・イブン＝クッラの法則を一般化したものである。
p = (2n−m + 1) × 2m − 1,
q = (2n−m + 1) × 2n − 1,
r = (2n−m + 1)2 × 2m+n − 1,
m は m < n を満たす正の整数としたとき、サービト・イブン＝クッラの法則と同様に 2npq と 2nr は友愛数の対となる。
サービト・イブン＝クッラの法則は、オイラーの法則の m = n − 1 の場合であるといえる。

## 未解決問題
- 友愛数の組は無数に存在するか？

x が大きいとき、x より小さい友愛数の個数は {\displaystyle xe^{(\log x)^{-{\frac {1}{3}}}}} 以下であることが知られている。特に友愛数の逆数の和は収束する。
- 偶数と奇数からなる友愛数の組は存在するか？

## 拡張
友愛数は2つの数の関係だが、これを拡張して3つ以上の数の関係にすることができる。以下の定義において σ(n)は「nの約数の和」、s(n)は「nのn以外の約数の和」とする。

### 社交数
社交数は、s(N1)=N2, s(N2)=N3, … s(Nm)=N1 を満たすm個の整数の組である。友愛数は2個からなる社交数の組ともいえる。
2021年9月現在で知られている社交数の組の数は、4、5、6、8、9、28である。例えば3個組の社交数の組などは発見されておらず、存在するかどうかも未解決である。

### 多重友愛数
多重友愛数は、σ(N1)=σ(N2)=…=σ(Nm)=N1+N2+…+Nm を満たすm個の整数の組である。m重友愛数 (amicable m-tuple) とも呼ぶ。
3重友愛数は、1913年にレナード・ディクソンが発見した組 (123228768, 103340640, 124015008) および (1945330728960, 2324196638720, 2615631953920)を始め、多数が見つかっている。3重友愛数の最小の組は(1980, 2016, 2556)である。
4重友愛数の存在は、遅くとも1994年までに Yasutoshi Kohmoto によって解決された。Kohmoto は4重友愛数の一般式として
- Cn・173・1933058921・149・103540742849
- Cn・173・1933058921・15531111427499
- Cn・336352252427・149・103540742849
- Cn・336352252427・15531111427499

を示した。ここで、 Cn=2^(n-1)・Mn・5^9・7^2・11^4・17^2・19・29^2・67・71^2・109・131・139・179・307・431・521・653・1019・1279・2557・3221・5113・5171・6949 で、nは3より大きくメルセンヌ数Mnが素数になる数とする。
5重友愛数については、Kohmotoが2008年に、(227491164588441600, 228507506351308800, 229862628701798400, 230878970464665600, 243752632794316800) という5つ組を発見、報告している。

## 逸話
「友とは何か」と問われたピタゴラスは「もう一人の私」と答え、そして友愛数284と220に言及したという。